# Conochilus deltaicus
Conochilus deltaicus är en hjuldjursart som först beskrevs av Rudescu 1960.  Conochilus deltaicus ingår i släktet Conochilus och familjen Conochilidae. Inga underarter finns listade i Catalogue of Life.